# Anthony Blankley
Tony Blankley (Londra, 21 gennaio 1948 – Washington, 7 gennaio 2012) è stato un giornalista statunitense.

## Biografia
È stato editorialista del Washington Times, co-conduttore del programma radiofonico Left, Right & Center (trasmesso in tutti gli Stati Uniti tramite il network public radio) ed autore di The West's Last Chance: Will We Win the Clash of Civilizations?. Inoltre era regolarmente ospitato come opinionista politico in vari show televisivi americani  quali The McLaughlin Group e The Diane Rehm Show. In passato ha anche collaborato regolarmente con la rivista George Magazine.
Le opinioni politiche espresse da Blankley sono vicine al conservatorismo tradizionalista. Alcuni lo hanno considerato neoconservatore, sebbene lui si definisse più vicino al conservatorismo classico proposto da personaggi quali Ronald Reagan.
La carriera politica di Blankley si estende su diversi decenni. arrivando a anche ricoprire il ruolo di addetto stampa di Newt Gingrich quando questi era Presidente della Camera, tra il 1995 e il 1999. In precedenza aveva lavorato per il presidente Ronald Reagan come analista politico ed autore di discorsi. Prima di giungere a Washington, Blankley per 10 anni era stato pubblico ministero per Attorney general della California.
Ha frequentato l'UCLA e la Loyola Law School di Los Angeles. Nel 1972 è anche stato ammesso all'ordine degli avvocati della California, ma poi è decaduto per non aver mai praticato la professione.
Da bambino ha anche sostenuto la parte di figlio di Humphrey Bogart nel film "The Harder They Fall" (1955).

## Opinioni
In alcuni dei suoi scritti ha confrontato gli islamisti moderni ai nazisti, affermando anche che essi starebbero cercando di conquistare l'Europa. Ha sostenuto, inoltre, che la schedatura razziale (cioè la raccolta di dati personali sulla razza a scopi di polizia), seppur criticabile, sarebbe comunque accettabile in caso di guerra.